# Médaille d'argent (musique)
La médaille d'argent est une ancienne récompense sanctionnant des études musicales. 

## En France
La médaille d'argent est une des appellations de l'examen sanctionnant la fin des études musicales du troisième cycle des anciens conservatoires nationaux de région (actuellement conservatoires à rayonnement régional). Elle est désormais remplacée par des unités de valeur avec mention (bien, très bien, à l'unanimité, avec les félicitations du jury) en déchiffrage, formation musicale, musique de chambre, instrument entrant dans la composition du diplôme d'études musicales.